# Hypophthalmichthys
Il genere Hypophthalmichthys comprende 3 specie di grossi pesci d'acqua dolce appartenenti alla famiglia Cyprinidae, sottofamiglia Xenocyprinae.

## Specie
Il genere comprende le seguenti specie:
| Nome scientifico                           | Nome comune       | Lunghezza massima | Fish Base | Stato IUCN     |
| ------------------------------------------ | ----------------- | ----------------- | --------- | -------------- |
| Hypophthalmichthys harmandi Linnaeus, 1758 |                   | 200 cm            | [ 2 ]     | Vulnerable     |
| Hypophthalmichthys molitrix Linnaeus, 1758 | Carpa argentata   | 200 cm            | [ 4 ]     | Vulnerable     |
| Hypophthalmichthys nobilis Linnaeus, 1758  | Carpa testagrossa | 200 cm            | [ 6 ]     | Data Deficient |